# Doredò Doremì - La montagna del non ritorno
Doredò Doremì - La montagna del non ritorno (映画 も～っと！おジャ魔女どれみ カエル石のひみつ?, Eiga Mo~tto! Ojamajo Doremi Kaeru ishi no himitsu, lett. "Mo~tto! Ojamajo Doremi - Il film: Il segreto della pietra della ranocchia") è un film del 2001 diretto da Shigeyasu Yamauchi. È il secondo film d'animazione tratto dalla serie Magica Doremì di Izumi Tōdō.

## Trama
Durante le vacanze estive, la famiglia di Doremì con Melody, Sinfony, Lullaby e Mindy va a trovare i nonni di Doremì sulle montagne di Fukuyama. Tutte le bambine si divertono; solo Sinfony sembra spaventata dal nonno di Doremì. Una sera, la nonna racconta la storia della pietra della ranocchia, una vecchia statua sacra costruita in memoria di Mayuri, una giovane donna suicidatasi nel periodo Edo dopo la morte del suo amante Zenjuro. Le bambine apprendono anche della leggenda della Luna Sorridente, quando tutte le creature magiche perdono i loro poteri. Curiose, le bambine si avventurano di nascosto sulla montagna il giorno seguente alla ricerca della pietra, ma vengono colpite dalla maledizione, che rende loro impossibile utilizzare la magia. Presto, le apprendiste si perdono, ma, utilizzando come traccia le parole di una canzone, riescono ad arrivare alla meta. Qui, Sinfony confessa che ha paura del nonno di Doremì perché i genitori di sua madre erano sempre stati contrari al matrimonio con il padre della bambina e, quando la nonna morì e il nonno vide Sinfony con sua madre in visita alla tomba, accusò la donna di essere la responsabile della morte dell'anziana signora. All'improvviso, un uomo mascherato compare davanti ai loro occhi; Doremì pensa si tratti del fantasma di Zenjuro, ma in realtà è suo nonno, venuto a cercarle. La bambina gli chiede di riparare la maschera di Mayuri trovata vicino alla pietra della ranocchia, permettendo così agli spiriti dei due amanti di riposare finalmente in pace; di ritorno a casa, Sinfony si addolcisce nei confronti del nonno di Doremì.

## Personaggi esclusivi del film
Yusuke Harukaze (春風 雄介?, Harukaze Yūsuke)
Il nonno paterno di Doremì, è un artigiano e non va molto d'accordo con il figlio. Abita con la moglie tra le montagne.
Riku Harukaze (春風 陸?, Harukaze Riku)
La nonna paterna di Doremì, è brava a fare dolci.

## Colonna sonora

### Sigle
Sigla di apertura
- Ojamajo de BAN² (おジャ魔女でＢＡＮ²?), di MAHO-dō (Chiemi Chiba [Doremi], Tomoko Akiya [Hazuki], Yuki Matsuoka [Aiko], Rumi Shishido [Onpu] e Nami Miyahara [Momoko])

Sigla di chiusura
- Natsu no mahou (夏のまほう?), di MAHO-dō

## Distribuzione
Il film è stato proiettato per la prima volta nelle sale cinematografiche giapponesi il 14 luglio 2001.
In Italia i diritti sono stati acquistati da Mediaset, che lo ha trasmesso nel 2005 su Italia 1. Il doppiaggio è stato curato da Merak Film, la direzione del doppiaggio è di Marcello Cortese e i dialoghi italiani sono di Marina Mocetti Spagnuolo e Laura Brambilla.